# Juan Gil de Hontañón el Jove
Juan Gil de Hontañón el Jove va ser un destacat arquitecte espanyol del segle xvi, fill de Juan Gil Hontañón i germà de Rodrigo Gil de Hontañón. Va ajudar el seu pare en la construcció de la Catedral de Salamanca, de la qual fou nomenat després mestre major d'obres. No està acreditat, però se li atribueix el Convent de Sancti Spiritus a Salamanca.